# Rhede
Rhede est une ville de Rhénanie-du-Nord-Westphalie (Allemagne), située dans l'arrondissement de Borken, dans le district de Münster.
La ville est jumelée avec la commune française de La Ferté-Saint-Aubin.